# Mustajab Khan Bahadur
Nawab Mustajab Khan Bahadur fou fill del cap dels rohilla Hafiz Rahmat Khan (1708-1774), sobirà del Rohilkhand des de 1748. Va escriure una biografia del seu pare titulada «Gulistan-i-Rahmat», traduïda a l'anglès en forma abreujada per C. Elliot amb el títol de «The Life of Hafiz ool-moolk, Hafiz Rehmut Khan», Londres 1831.